# Topoli (Krasnodar)
Topoli (del ruso: Тополи) es un jútor del raión de Timashovsk del krai de Krasnodar, en Rusia. Está situado en la orilla izquierda del río Kirpilstsy, afluente por la derecha del río Kirpili, 8 km al sur de Timashovsk y 54 km al norte de Krasnodar, la capital del krai. Tenía 150 habitantes en 2010.
Pertenece al municipio Derbentskoye.

## Historia
Fue fundado a principios del siglo XX como jútor Tsenterilovski, más tarde conocido como Paterilovski. En 1927 es registrado ya con el nombre actual. En 1910 se construyó la línea de ferrocarril Ekaterinodar y Timashóvskaya, que empezaría a funcionar en 1913. En 1921 se estableció un artel llamado Trudovaya niva o Istochnik. A lo largo de su historia se le añadieron otros jútores más pequeños.